# Diocesi di Traianopoli di Frigia
La diocesi di Traianopoli di Frigia (in latino Dioecesis Traianopolitana in Phrygia) è una sede soppressa e sede titolare della Chiesa cattolica.

## Storia
Traianopoli di Frigia, identificabile con Giaurören nell'odierna Turchia, è un'antica sede episcopale della provincia romana della Frigia Pacaziana nella diocesi civile di Asia. Faceva parte del patriarcato di Costantinopoli ed era suffraganea dell'arcidiocesi di Laodicea.
La diocesi è documentata nelle Notitiae Episcopatuum del patriarcato di Costantinopoli fino al XII secolo con il nome di Tranoupolis.
A questa diocesi sono attribuiti sei vescovi. Teodolo sottoscrisse il decreto sinodale di Gennadio I di Costantinopoli contro i simoniaci del 458/459 circa. Giovanni prese parte al concilio di Costantinopoli riunito tra maggio e giugno 536 dal patriarca Mena per condannare il predecessore Antimo. Asigno intervenne al secondo concilio di Costantinopoli nel 553, durante il quae sostituì il suo metropolita, Giovanni di Laodicea, assente al concilio. Filippo assistette al secondo concilio di Nicea nel 787. Eustrazio infine partecipò al concilio di Costantinopoli dell'879-880 che riabilitò il patriarca Fozio di Costantinopoli.
A questa sede Le Quien assegna erroneamente anche il metropolita Tiberio, che sottoscrisse gli atti del concilio in Trullo (691/92). L'edizione critica degli atti conciliari attribuisce questo prelato all'arcidiocesi di Gerapoli di Frigia.
Dal XVII secolo Traianopoli di Frigia è annoverata tra le sedi vescovili titolari della Chiesa cattolica; la sede è vacante dal 5 maggio 1967.

## Cronotassi

### Vescovi greci
- Teodolo (o Teodosio) † (menzionato nel 458/459)[7]
- Giovanni † (menzionato nel 536)
- Asigno † (menzionato nel 553)
- Filippo (o Leone) † (menzionato nel 787)[8]
- Eustrazio † (menzionato nell'879)

### Vescovi titolari
I vescovi di Traianopoli di Frigia appaiono confusi con i vescovi di Traianopoli di Rodope, perché nelle fonti citate le cronotassi delle due sedi non sono distinte.
- Jerónimo Zolivera † (22 febbraio 1672 - 11 gennaio 1683 nominato vescovo di Teruel)
- Juan José de Aycinena y Piñol † (15 aprile 1859 - 17 febbraio 1865 deceduto)
- Giulio Marsili, O.F.M. † (11 novembre 1873 - 11 novembre 1873 succeduto vescovo di Sapë)
- Adamo Claessens † (16 giugno 1874 - 4 gennaio 1884 nominato arcivescovo titolare di Sirace)
- Tomás Jenaro de Cámara y Castro, O.S.A. † (9 agosto 1883 - 27 marzo 1885 nominato vescovo di Salamanca)
- Piers (Peter) Power † (29 gennaio 1886 - 17 dicembre 1887 succeduto vescovo di Waterford e Lismore)
- Louis-Hippolyte-Aristide Raguit, M.E.P. † (23 marzo 1888 - 17 maggio 1889 deceduto)
- Henrique José Reed da Silva † (24 marzo 1898 - 4 ottobre 1930 deceduto)
- Agostino Laera † (24 luglio 1931 - 17 gennaio 1942 deceduto)
- Agostino Felice Addeo, O.S.A. † (1º luglio 1942 - 7 febbraio 1957 deceduto)
- Humberto Lara Mejía, C.M. † (19 luglio 1957 - 5 maggio 1967 nominato vescovo di Santa Cruz del Quiché)